# El medio es el mensaje
“El medio es el mensaje” (en inglés “The medium is the message”) es una frase acuñada por Marshall McLuhan que significa que la forma de un medio se incrusta en cualquier mensaje que transmita o transporte, creando una relación simbiótica en la que el medio influye en cómo se percibe el mensaje. 

## Publicaciones
La frase fue enunciada por McLuhan en su libro Understanding Media: The Extensions of Man (Comprender los medios de comunicación: Las extensiones del ser humano), publicado en 1963 McLuhan propuso que un medio en sí mismo, no el contenido que transporta, debe ser el foco de estudio. McLuhan señaló que un medio afecta a la sociedad en la que desarrolla un papel, no solo por el contenido que posee, sino también por las características del medio en sí. 
McLuhan con frecuencia jugaba con la palabra «message» (mensaje), cambiándola por «mass age» (edad masiva), «mess age» (edad del desastre) y «massage» (masaje). Un libro posterior, The Medium Is the Massage fue originalmente titulado como The Medium is the Message , pero McLuhan prefirió el nuevo título, que se dice que fue un error de impresión.
Con respecto al título del libro, McLuhan escribió que «El título “El medio es el mensaje” es un teaser —una forma de llamar la atención. Hay un cartel maravilloso colgado en un depósito de chatarra de Toronto que dice: “Ayuda a embellecer los depósitos de chatarra.  Deseche algo encantador hoy”. Esta es una manera muy efectiva de hacer que las personas noten muchas cosas. Y así, el título pretende llamar la atención sobre el hecho de que un medio no es algo neutral —sino que le hace algo a las personas. Se apodera de ellos. Los frota, los masajea y los golpea, quiroprácticamente, por así decirlo, y el proceso general que una nueva sociedad obtiene de un medio, especialmente un medio nuevo, es lo que se pretende en ese título".

## Conceptos clave
Para McLuhan, es el medio en sí mismo “el que modela y controla la escala y forma de las asociaciones y trabajo humanos.” Tomando la película como ejemplo, argumentó que la forma en que este medio jugaba con las concepciones de la velocidad y el tiempo transformaba “el mundo de la secuencia y las conexiones en el mundo de la configuración y estructura creativa”. Por lo tanto, el “mensaje del medio de las películas es uno de transición desde las conexiones lineales a las configuraciones.”
Al extender el argumento para entender el medio como el mensaje en sí mismo, McLuhan propuso que “el «contenido» de todo medio es otro medio.” Por lo tanto, el habla es el contenido de la escritura, el “contenido de la escritura es el discurso, del mismo modo que el contenido de la imprenta es la palabra escrita, y la imprenta, el del telégrafo.”
McLuhan entendió al «medio» en un sentido amplio.  Él identificó a la bombilla como una clara demostración del concepto de «el medio es el mensaje». Una bombilla no tiene contenido en la forma en que un periódico tiene artículos o la televisión tiene programas, sin embargo, es un medio que tiene un efecto social; es decir, una bombilla de luz permite a las personas crear espacios durante la noche que de otro modo estarían envueltos por la oscuridad.  Describe a la bombilla como un medio sin ningún contenido. McLuhan afirma que la “luz eléctrica es información pura. Es un medio sin mensaje”.
Del mismo modo, el mensaje de un noticiero sobre un crimen atroz puede ser menos acerca de la historia de las noticias individuales en sí —el contenido—, y más sobre el cambio en la actitud pública hacia el crimen que el noticiero engendra por el hecho de que tales crímenes se están llevando al hogar para ser vistos durante la cena.
Por lo tanto, en Understanding Media, McLuhan describe el «contenido» de un medio como un jugoso trozo de carne llevado por el ladrón para distraer al perro guardián de la mente.  Esto significa que las personas tienden a centrarse en lo obvio, que es el contenido, en brindarnos información valiosa, pero en el proceso, pierden en gran medida los cambios estructurales en sus asuntos que son introducidos de manera sutil o durante largos períodos de tiempo. A medida que los valores, las normas y las formas de hacer las cosas de la sociedad cambian debido a la tecnología, es entonces que las personas se dan cuenta de las implicaciones sociales del medio. Estos van desde cuestiones culturales o religiosas y precedentes históricos, a través de la interacción con las condiciones existentes, hasta los efectos secundarios o terciarios en una cascada de interacciones de las cuales no son conscientes. 
Sobre el tema de la historia del arte, McLuhan interpretó que el cubismo anunciaba claramente que el medio es el mensaje.  Para él, el arte cubista, “al rendir en dos dimensiones todo lo de dentro, fuera, arriba, abajo, delante, detrás y todo lo demás, abandona la ilusión de la perspectiva por una percepción sensorial instantánea del conjunto.” En otras palabras, con el cubismo no se puede preguntar de qué se trata la obra de arte (contenido), sino considerarla en su totalidad. 